# 2036: Походження невідоме
2036: Походження невідоме — британський науково-фантастичний пригодницький фільм 2018 року. Режисер Хасрафа Дулулл, сценаристи Дулулл та Гері Холла. Вперше показаний у кіноцентрі «Laemmle Monica Film Center» в Санта-Моніці (Каліфорнія) 8 червня 2018 року.

## Про фільм
Мак Вілсон — оператор центру безпеки польотів, що коригувала першу експедицію на Марс. Політ тривав вісімдесят днів і космонавти наблизилися до незвіданого.
Увійшовши в нижні шари атмосфери, корабель пішов на зниження, але раптово електричні хвилі пошкодили систему. Штучний інтелект, відповідно до інструкції, вимкнув двигуни. Шаттл втратив керування, а Мак зв'язок з екіпажем.
Минуло кілька років після трагедії, але Вілсон ніяк не може забути останні слова членів екіпажу. До того ж розслідування події ще не закінчено. По початку в усьому звинувачували штучний інтелект і прийняли рішення обмежити польоти з допомогою тесту Тюрінга.
Мак не залишає спроби самостійно розібратися в події, відправляючи на Марс модулі.
Там знайдено моноліт невідомого походження. Це матиме великий вплив на Землю.
Результати дослідницю не потішать.

## Знімались
| Актор        | Роль           |
| ------------ | -------------- |
| Кеті Сакхофф | Макензі Вілсон |
| Рей Фірон    | Стерлінг Брукс |
| Джулі Кокс   | Лена Вілсон    |
| Стівен Крі   | голос АРТі     |
| Девід Тсе    | (голос)        |